# Pseudagapostemon mendocinus
Pseudagapostemon mendocinus är en biart som först beskrevs av Jörgensen 1909.  Pseudagapostemon mendocinus ingår i släktet Pseudagapostemon och familjen vägbin. Inga underarter finns listade i Catalogue of Life.